# República Socialista Soviética da Armênia
A República Socialista Soviética da Armênia (português brasileiro) ou Arménia (português europeu) (em armênio: Հայկական Սովետական Սոցիալիստական Հանրապետություն; romaniz.: Haykakan Sovetakan Soc'ialistakan Hanrapetut'yun; em russo: Армя́нская Сове́тская Социалисти́ческая Респу́блика; Armyanskaya Sovetskaya Sotsialističeskaya Respublika), também conhecida como República Socialista Soviética Armênia, Armênia Soviética e Segunda República da Armênia, foi uma das repúblicas constituintes da União Soviética localizada na região da Transcaucásia. Sua origem remonta-se na anexação soviética da República Democrática da Armênia o 2 de dezembro de 1920, um ato feito para proteger os armênios de serem massacrados pelas forças turcas. Sua independência em relação à URSS data de 1991.
Como parte da União Soviética, a RSS Armênia, de um país majoritariamente agrícola, transformou-se em um importante centro de produção industrial, enquanto que sua população quase quadruplicou, de cerca de 880 000 habitantes em 1926 para 3,3 milhões em 1989 devido tanto ao crescimento populacional natural quanto o grande influxo de sobreviventes do genocídio armênio e seus descendentes. Em 23 de agosto de 1990, mudou de nome para República da Armênia após ter sua soberania declarada, permanecendo, porém, na União Soviética até a proclamação de independência oficial em 21 de setembro de 1991. Sua independência foi reconhecida em 26 de dezembro de 1991, quando da dissolução da União Soviética. A constituição que inaugurou a atual Armênia foi adotada em 1995.

## História
A Arménia foi um reino (e brevemente um império regional sob Tigranes, o Grande) com sua própria cultura distintiva nos anos que antecederam o século I d.C.
Em 301, a Arménia foi o primeiro estado a adoptar formalmente o cristianismo como religião oficial de estado, doze anos antes de Roma. Oscilou entre diversas dinastias, mas depois de uma sucessão de ocupações (pártia (iraniana), romana, árabe, mongol e persa), a Arménia enfraqueceu substancialmente. Em 1454, o Império Otomano e a Pérsia Safávida dividiram a Arménia entre si.

## Independência
Em 1813 e em 1828, a Arménia atual (que consiste dos canatos de Erevã e de Carabaque) foi temporariamente incorporada no Império Russo. O mesmo voltou a suceder com a incorporação da Arménia na União Soviética em 1920, na condição de República Socialista Soviética da Armênia, depois de existir entre 1918 e 1920 como estado independente.

## Geografia
A Arménia é um país interior localizado no sudoeste da Ásia, a leste da Turquia. O terreno é principalmente montanhoso, com rios de fortes correntes e poucas florestas. O clima é continental de altitude: verões quentes e invernos frios. O ponto mais elevado é o monte Aragats, com 4 095 metros, e não há nenhum ponto do território abaixo dos 400 metros de altitude.

## Demografia
As línguas oficiais foram o arménio, língua materna de mais que 90% da população na era soviética. Existiam importantes minorias que falavam o azeri e o curdo.